# Magnecyl
Magnecyl var ett svenskt varumärke för acetylsalicylsyra-baserat läkemedel som numera ägs av amerikanska McNeil. Namnet är bildat från de två huvudbeståndsdelarna: magnesiumhydroxid som tillsats för att motverka de magbiverkningar som den aktiva ingrediensen acetylsalicylsyra annars kan ge. Inom sjukvården förkortas det verksamma ämnet ASA, från "acetylsalicylic acid"
Magnecyl avregistrerades på den svenska marknaden den 31 augusti 2014.
Magnecyl fanns också som brustablett, med och utan koffein, och tidigare (fram till och med 1990) även med opiaten kodein. Andra läkemedel med samma innehåll är till exempel Albyl. ASA är antikoagulerande, ibland felaktigt kallat blodförtunnande, och är då känt som Trombyl.